# Murgap
Murgap – miasto w południowo-wschodnim Turkmenistanie, w wilajecie maryjskim, siedziba etrapu. W 2022 roku liczyło ok. 14,8 tys. mieszkańców.
W 1989 roku liczba ludności wynosiła ok. 7,6 tys.